# Ніколь Рінер
Ніколь Рінер (нім. Nicole Riner; нар. 13 червня 1990) — колишня швейцарська тенісистка.
Найвищу одиночну позицію світового рейтингу — 265 місце досягла 3 серпня 2009, парну — 321 місце — 14 вересня 2009 року.
Здобула 4 одиночні та 3 парні титули туру ITF.
Завершила кар'єру 2010 року.

## Фінали ITF

### Одиночний розряд: 6 (4–2)
| Легенда          |
| ---------------- |
| Турніри $100,000 |
| Турніри $75,000  |
| Турніри $50,000  |
| Турніри $25,000  |
| Турніри $10,000  |

| Фінали за покриттям |
| ------------------- |
| Тверде (1–1)        |
| Ґрунт (3–1)         |
| Трава (0–0)         |
| Килим (0–0)         |

| Результат | Ранг | Дата              | Турнір                    | Покриття   | Суперниця           | Рахунок       |
| --------- | ---- | ----------------- | ------------------------- | ---------- | ------------------- | ------------- |
| Перемога  | 1.   | 14 травня 2007    | ITF Балікпапан, Індонезія | Тверде (i) | Санді Гумуля        | 4–6, 6–3, 7–5 |
| Перемога  | 2.   | 12 листопада 2007 | ITF Маніла, Філіппіни     | Ґрунт      | Чжан Кайчжень       | 6–3, 6–2      |
| Перемога  | 3.   | 19 листопада 2007 | ITF Маніла, Філіппіни     | Ґрунт      | Влада Єкшибарова    | 4–6, 6–3, 6–4 |
| Поразка   | 1.   | 14 січня 2008     | ITF Штутгарт, Німеччина   | Тверде (i) | Рене Рейнгард       | 6–2, 4–6, 4–6 |
| Перемога  | 4.   | 25 серпня 2008    | ITF Перчах, Австрія       | Ґрунт      | Iris Khanna         | 6–2, 6–4      |
| Поразка   | 2.   | 4 травня 2009     | ITF Іпсвіч, Австралія     | Ґрунт      | Анастасія Родіонова | 4–6, 5–7      |

### Парний розряд: 7 (3–4)
| Легенда          |
| ---------------- |
| Турніри $100,000 |
| Турніри $75,000  |
| Турніри $50,000  |
| Турніри $25,000  |
| Турніри $10,000  |

| Фінали за покриттям |
| ------------------- |
| Тверде (0–1)        |
| Ґрунт (3–3)         |
| Трава (0–0)         |
| Килим (0–0)         |

| Результат | Ранг | Дата            | Турнір                               | Покриття | Партнерка       | Суперниці                                          | Рахунок          |
| --------- | ---- | --------------- | ------------------------------------ | -------- | --------------- | -------------------------------------------------- | ---------------- |
| Поразка   | 1.   | 30 квітня 2007  | ITF Борнмут, Велика Британія         | Ґрунт    | Мелані Клаффнер | Аленка Губачек Джессіка Мор                        | 7–5, 4–6, 4–6    |
| Перемога  | 1.   | 18 червня 2007  | ITF Давос, Швейцарія                 | Ґрунт    | Сара Мундір     | Jessica Schaer Sheila Solsona Carcasona            | 7–6(7–1), 6–3    |
| Перемога  | 2.   | 1 жовтня 2007   | ITF Порту, Португалія                | Ґрунт    | Конні Перрен    | Клер де Губернатіс Анна Савицька                   | 5–7, 6–3, [10–3] |
| Поразка   | 2.   | 8 вересня 2008  | ITF Інсбрук, Австрія                 | Ґрунт    | Конні Перрен    | Ірина Бурячок Оксана Калашникова                   | 6–3, 3–6, [7–10] |
| Поразка   | 3.   | 15 вересня 2008 | ITF Казале-Монферрато, Італія        | Ґрунт    | Амра Садікович  | Катаріна Феррейра Калашникова Оксана В'ячеславівна | 5–7, 6–7(5–7)    |
| Перемога  | 3.   | 27 квітня 2009  | ITF Бандаберг, Австралія             | Ґрунт    | Макі Арай       | Ізабелла Голланд Саллі Пірс                        | 1–6, 6–4, [11–9] |
| Поразка   | 4.   | 20 липня 2009   | ITF Les Contamines-Montjoie, Франція | Тверде   | Анаїс Лорендон  | Лаура Йоана Пар Патрицья Сандуська                 | 2–6, 3–6         |

## Участь у Кубку Федерації

### Одиночний розряд
| Розіграш                    | Стадія                                         | Дата           | Місце                         | Супротивник                                 | Покриття   | Суперниця      | W/L | Рахунок       |
| --------------------------- | ---------------------------------------------- | -------------- | ----------------------------- | ------------------------------------------- | ---------- | -------------- | --- | ------------- |
| 2006 Fed Cup World Group II | WG2                                            | 23 квітня 2006 | Токіо, Японія                 | Japan                                       | Тверде (i) | Накамура Айко  | L   | 1–6, 6–3, 2–6 |
| 2006 Fed Cup World Group II | Плей-оф Світової групи II Кубка Федерації 2006 | 15 липня 2006  | Chavannes-de-Bogis, Швейцарія | Збірна Австралії з тенісу в Кубку Федерації | Тверде     | Саманта Стосур | L   | 1–6, 2–6      |